# Adam Palczak
Adam Józef Palczak (ur. 25 kwietnia 1922 w Brzeżanach, zm. 22 stycznia 2007) – polski ekonomista i polityk, poseł na Sejm PRL II i III kadencji.

## Życiorys
Syn Bazylego i Marii z domu Jakubowskiej. Uzyskał wykształcenie średnie, z zawodu ekonomista. Pracował na stanowisku dyrektora oddziału Narodowego Banku Polskiego w Suwałkach. W 1947 wstąpił do Polskiej Partii Robotniczej, a w 1948 wraz z nią do Polskiej Zjednoczonej Partii Robotniczej. Należał do Powiatowego Komitetu Frontu Narodowego. Z ramienia PZPR sprawował funkcję zastępcy przewodniczącego prezydium Powiatowej Rady Narodowej w Suwałkach. W 1957 i 1961 uzyskiwał mandat posła na Sejm PRL kolejno w okręgach Suwałki i Ełk. Przez dwie kadencje zasiadał w Komisji Planu Gospodarczego, Budżetu i Finansów, a ponadto w trakcie II kadencji Sejmu w Komisji Handlu Wewnętrznego, a w III w Komisji Leśnictwa i Przemysłu Drzewnego.
Brał udział w kompletowaniu listy osób zaginionych w trakcie obławy augustowskiej, w ich sprawie podejmował próby interwencji w Komitecie Centralnym PZPR.
W 1997 z żoną Heleną otrzymali Medal za Długoletnie Pożycie Małżeńskie.
Pochowany na cmentarzu parafialnym w Zalesiu Górnym (B/1/3).